# Парламентарни избори в България (1945)
Парламентарните избори се провеждат на 18 ноември 1945 г. в Царство България и са за XXVI обикновено народно събрание.
Това са първите избори след Деветосептемврийския преврат от 1944 г. Българската работническа партия и Български земеделски народен съюз (казионен) печелят по 94 места.
За първи път жени имат право да се кандидатират за народни представители, а първите избрани в Народното събрание стават Стоянка Анчева, Екатерина Аврамова, Цола Драгойчева, Станка Иванова, Цветана Киранова, Елена Кецкарова, Мара Кинкел, Венера Клинчарова, Вяра Македонска, Стефана Маркова, Екатерина Николова, Рада Тодорова, Мата Тюркеджиева, Мария Тотева и Вера Златарева.

## Резултати
| Партия                                                                 | Гласове   | %    | Места |
| ---------------------------------------------------------------------- | --------- | ---- | ----- |
| Българска работническа партия (комунисти)                              | 3 005 983 | 88,1 | 94    |
| Български земеделски народен съюз (казионен)                           | 3 005 983 | 88,1 | 94    |
| Звено                                                                  | 3 005 983 | 88,1 | 45    |
| Българска работническа социалдемократическа партия (широки социалисти) | 3 005 983 | 88,1 | 31    |
| Радикалдемократическа партия                                           |           |      | 11    |
| Опозиционни кандидати                                                  | 404 482   | 11,9 | 1     |
| Невалидни/празни бюлетини                                              | 455 000   | –    | –     |
| Общо                                                                   | 3 865 465 | 100  | 276   |
| Източник: Nohlen & Stöver                                              |           |      |       |